# António da Silveira Pinto da Fonseca
António da Silveira Pinto da Fonseca (Canelas do Douro, Peso da Régua, 1 de maio de 1770 — Canelas do Douro, Peso da Régua, 18 de outubro de 1858), 1.º visconde de Canelas foi um militar português e presidente da Junta Provisional do Governo Supremo do Reino.

## Biografia
Foi irmão do primeiro conde de Amarante.
Distinguiu-se durante a Guerra Peninsular, vindo a ser um dos oficiais mais importantes do Norte de Portugal, após o fim do conflito. 
Já no posto de brigadeiro, aderiu à revolução do Porto (1820), tendo se tornado presidente da Junta Provisional do Governo Supremo do Reino. Em seguida, seguiu para Lisboa para combater a junta governativa que nessa cidade foi criada, cujo presidente era Gomes Freire de Andrade. 
O objetivo inicial dos revoltosos civis da Junta do Porto era a expulsão do marechal William Carr Beresford e das tropas inglesas que auxiliaram Portugal na guerra contra os franceses, e o regresso de João VI de Portugal do Brasil. No entanto, Pinto da Fonseca discordava desta ideia, e tentou dissuadir a junta de alcançar o seu fim; as duas juntas acabariam, porém, por se unir, sendo Pinto da Fonseca o seu vice-presidente (até 16 de novembro de 1820).
A 11 de novembro de 1820, deu-se a revolta conhecida por Martinhada, onde Pinto da Fonseca participou, sendo mais tarde afastado do governo, e obrigado a residir na sua quinta em Vila Real.
Em 1823 aderiu à causa Miguelista e, nesse mesmo ano, foi agraciado com o título de Visconde de Canelas, por D. João VI. 